# Saif ad-Daula

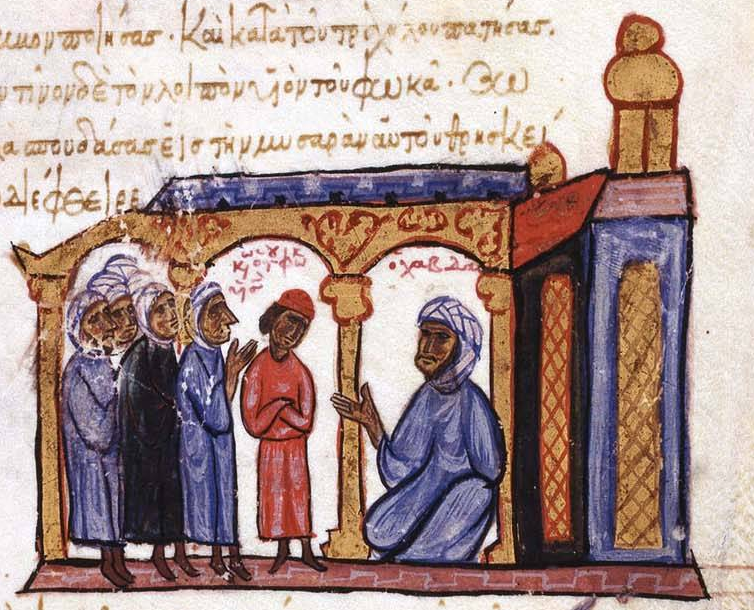
Darstellung Saif ad-Daulas und seines Hofs in der Madrider Bilderhandschrift des Skylitzes

Abū l-Hasan ʿAlī ibn Abī Alhaijā' ʿAbdallāh Saif ad-Daula at-Taghlibī (arabisch أبو الحسن علي بن أبي الهيجاء عبدالله سيف الدولة التغلبي, DMG Abū l-Ḥasan ʿAlī b. Abī l-Haiǧāʾ Saif ad-Daula at-Taġlibī, * 22. Juni 916; † 9. Februar 967 Aleppo) war von 945 bis 967 Emir von Aleppo. Er stammte aus dem Geschlecht der Hamdaniden und war ein bedeutender Heerführer gegen die Byzantiner, bekannt als „Saif ad-Daula“ (Schwert des Reiches). Sein Hof war ein Zentrum der arabischen Kultur. Nach der Eroberung Aleppos durch die Byzantiner 962 verlor die Stadt ihre kulturelle Bedeutung.

## Politische Lage
Der Rückgang der Schlagkraft des Kalifats der Abbasiden wurde mit der „Anarchie in Samara“ (861) eingeleitet. Im Jahr 863 wurde durch die Schlacht am Lalakaon offensichtlich, dass die militärische Macht des Emirats von Malatya gebrochen war. Langsam liefen byzantinische Gegenangriffe im östlichen Grenzland an.

## Frühe Jahre
Saif ad-Daula, geboren als Ali ibn Abdallah, war der zweite Sohn von Abdallah Abu'l-Hayja ibn Hamdan (gestorben 929) und Enkel von Hamdan ibn Hamdun ibn al-Harith, nach dem die Hamdaniden-Dynastie benannt wurde. Saif ad-Daula diente ursprünglich unter seinem älteren Bruder Hassan Nasir ad-Daula, der als Herrscher von Mossul früh versuchte, seine Unabhängigkeit gegenüber der schwachen Abbasiden-Regierung in Bagdad zu etablieren. Saif al-Daula errang von 938 bis 955 als General, ab 945 als herrschender Emir große Erfolge an der südöstlichen Grenze von Byzanz. Im Jahr 938 schlug eine oströmische Armee unter Johannes Kurkuas den Gegner und eroberte große Teile von Iberia (Armenien). 943 gelang es Kurkuas, die Hamdaniden zurückzuwerfen; die Byzantiner erstürmten nacheinander Martyropolis, Amida, Dara und Nisibis. Vor Edessa aufmarschierend erzwangen die Byzantiner von den Arabern die Herausgabe des verlorenen „Mandylion“ (ein legendäres Abbild Christi). 945 legte Konstantin VII. die Leitung der Reichspolitik in die Hand des Bardas Phokas des Älteren, der wiederum seine drei Söhne mit den wichtigsten Militärkommandos betraute. Die Militärreformen in Byzanz brachte ab 956 eine Reihe von Rückschlägen für die Macht der Hamdaniden. Die Verstärkungen der byzantinischen Ostarmee unter Bardas Phokas des Jüngeren, dem ältesten Sohn des vorigen Oberbefehlshabers in Kilikien, eröffnete neue Möglichkeiten. Der zum Oberbefehlshaber ernannte General Nikephoros Phokas leitete die byzantinische Gegenoffensive in Anatolien ein. Zusammen mit seinem Bruder Leon Phokas und dem armenischen General Johannes Tzimiskes wurden alle bisherigen Erfolge von Saif ad-Daula in Kleinasien zunichtegemacht.

## Arabische Reaktion
Im Frühjahr 956 versuchte Saif ad-Daula einem geplanten Angriff des Generals Tzimiskes auf Amida zuvorzukommen und fiel ins byzantinische Territorium ein. Johannes Tzimiskes griff an einem Pass im Taurus die Truppen Saif ad-Daulas von hinten an und schnitt deren Rückzug ab. Im harten Kampf inmitten starker Regenfälle konnten die muslimischen Truppen die Byzantiner aber zurückwerfen, die 4.000 Mann verloren. Gleichzeitig gelang es aber einer weiteren, südlicher operierenden Heersäule unter General Leo Phokas in Nordsyrien einzudringen und die Truppen von Abul-Asair, eines Cousins Saif ad-Daulas, zu schlagen, der zum Schutz von Aleppo zurückgelassen worden war. Im Herbst 956 marschierte Saif ad-Daula nach Tarsus, um die kilikische Küste vor Angriffen der byzantinischen Flotte zu decken. Anfang 957 wurde Hadath dem Erdboden gleichgemacht. Saif ad-Daula konnte nicht noch energischer vorgehen, weil er eine Verschwörung seiner eigenen Offiziere aufdeckte, die vorhatten, für Geld an die Byzantinern überzulaufen. Saif ad-Daula entsetzte 180 seiner Führer und ließ weitere zur Abschreckung verstümmeln. Im nächsten Frühjahr drangen Truppen unter Johann Tzimiskes in die Dschazīra ein, eroberten Dara und erreichten einen Sieg über eine hamdanidische Armee von 10.000 Mann bei Amida, angeführt von Saifs Lieblingsgeneral, dem Tscherkessen Nadja. Zusammen mit Basileios Lekapenos erstürmte Johannes Tzimiskes die Stadt Samosata und fügte den Gegner eine schwere Niederlage zu. Die Byzantiner nutzten die militärische Schwäche der Hamdaniden auch die folgenden Jahre erfolgreich aus. Die Truppen des Befehlshabers Leo Phokas führten 959 einen Feldzug in Richtung auf Kyrrhos durch, mehrere Grenzfestungen ergaben sich auf diesem Feldzug.
Während der Abwesenheit eines Großteils der byzantinischen Truppen, welche Nikephoros Phokas 960 zur Rückeroberung von Kreta einsetzte, versuchte Saif ad-Daula die Wiederherstellung seiner früheren Machtstellung. An der Spitze einer großen Armee brach er wieder in byzantinisches Gebiet ein und plünderte die Festung Charsianon. Bei seinem Rückmarsch wurde seine Armee aber von der Armee unter Leo Phokas abgeschnitten und schwer geschlagen. Es gelang Saif ad-Daula zu entkommen, seine militärische Macht aber war gebrochen. Die lokalen Statthalter begannen nun die Auseinandersetzung mit den Byzantinern auf eigene Faust zu organisieren, die Autorität der Hamdaniden wurde zunehmend in Frage gestellt.
Saif ad-Daula erhielt durch Nikephoros Phokas Abwesenheit bis zum Sommer 961 kostbare Zeit, um Vorbereitungen für einen neuen Feldzug zu organisieren. Die Byzantiner eröffneten ihren Angriff in den Wintermonaten und nahmen Anazarbos in Kilikien, eine Politik der Vertreibung der muslimischen Bevölkerung und der Rechristianisierung wurde eingeleitet. Nachdem Nikephoros während des Osterfests die Operationen einstellte, erreichte Saif ad-Daula kurzfristig neuerlich die direkte Kontrolle über die Provinz Kilikien. Er begann die zerstörten Befestigungen von Anazarbos wieder aufzubauen, das Unterfangen blieb jedoch unvollständig, denn Nikephoros’ anrückende Unterführer zwangen Saif im Herbst, die Region wieder zu verlassen.
Die Byzantiner nahmen im Gegenzug – angeblich fast 70.000 Mann stark – die Städte Maraş, Sisium, Duluk und Manbidsch ein und gewannen dadurch die Sicherung der Westdurchläufe über das Taurusgebirge. Saif ad-Daula schickte eine weitere Armee unter Nadja zur Ablenkung nach Norden, diese wurde aber von den Byzantinern ignoriert. Stattdessen führte der byzantinische General seine Truppen nach Süden und erschien Mitte Dezember 962 plötzlich vor Aleppo. Nach dem Sieg über eine improvisierte Armee vor der Stadtmauer stürmten die Byzantiner die Stadt und plünderten sie, mit Ausnahme der Zitadelle. Rund 10.000 Einwohner, meist junge Männer, gingen in Gefangenschaft. Zurückgekehrt ließ Saif ad-Daula seine halb zerstörte Hauptstadt mit Flüchtlingen aus Chalkis neu bevölkern.

## Niedergang der Macht
Nach dem Tod des Kaisers Romanos II. kehrte Nikephoros nach Konstantinopel zurück und bestieg den kaiserlichen Thron, während Saif ad-Daula durch den Beginn einer Halbseitenlähmung an Autorität verlor. Der Emir war künftig in seiner körperlichen Leistungsfähigkeit äußerst eingeschränkt, eine Verschlechterung der Funktion seiner Darm- und Harnwege zwang ihn in eine Sänfte. Im Herbst 964 versuchte die Hamdaniden, die Festungen rund um den Vansee zu nehmen und Martyropolis zurückzugewinnen, waren aber gezwungen, sie aufzugeben, um einen Aufstand in armenischen Territorium zu unterdrücken. Saif ad-Daula selbst reiste nach Armenien zu seinem ehemaligen Unterführer Nadja, dieser wurde aber im Winter 965 zu Martyropolis ermordet. Trotz seiner Krankheit und einer Hungersnot in seinen Domänen organisierte Saif ad-Daula 963 drei Kampagnen in Kleinasien. Ein Feldzug erreichte sogar die byzantinische Metropole Ikonion. Johannes Tzimiskes, der als Nachfolger von Nikephoros den Oberbefehl der östlichen Truppen erhielt, reagierte im Winter mit einer gleichzeitigen Invasion von Kilikien. Tzimiskes vernichtete eine arabische Armee am „Blutacker“ in der Nähe von Adana, belagerte danach aber erfolglos Mopsuestia. Im Herbst 964 wurde Mopsuestia nochmals belagert, hielt aber wieder stand, eine Hungersnot, welche die Provinz plagte, zwang die Byzantiner, sich abermals zurückzuziehen. Kaiser Nikephoros erschien persönlich am Kriegsschauplatz und ließ die Stadt Mopsuestia erstürmen, die Bewohner wurden deportiert. Im folgenden Jahr gelang einer byzantinischen Flotte unter Niketas Chalkoutzes die Landung auf Zypern und die Rückeroberung der Insel, damit war die Flankensicherung zur Fortsetzung des Angriffes in Nordsyrien gewährleistet. Am 16. August 965 wurde Tarsus, deren Verteidiger freien Abzug nach Antiochien am Orontes garantiert wurde, von den Byzantinern zurückerobert. Kilikien wurde wieder byzantinische Provinz und neuerlich christianisiert.
Saifs letzte Jahre waren von diesen militärischen Niederlagen geprägt, seine körperliche Behinderung führte zum Rückgang seiner Autorität. Die Revolten einiger Garnisonen schwächten die einheitliche Abwehrkraft des gespalteten Emirates. Seine Krankheit verhinderte sein persönliches Eingreifen. Um die notwendigen Gegenmaßnahmen zu erreichen, übertrug er seinen Kammerherrn Qarquya die Regentschaft und verbrachte die meiste Zeit seiner letzten Jahre in Martyropolis. Er starb Anfang 967 und hinterließ seinem erst 15-jährigen Sohn Sa'd al-Daula ein im Bürgerkrieg liegendes und sehr geschwächtes Reich.